# Skilanglauf-Continental-Cup
Der Skilanglauf-Continental-Cup (kurz COC) ist eine seit 1996 durch die FIS ausgetragene Wettbewerbsserie im Skilanglauf.

## Geschichte
Nachdem als Unterbau zum Skilanglauf-Weltcup anfangs nur FIS-Rennen organisiert wurden, entschied man in den 1990er Jahren eine offizielle B-Serie einzurichten. Weltweit wurden ab 1996 vor allem für Nachwuchsstarter auf Weltcup-Strecken Rennen nach den gültigen FIS-Regeln ausgetragen. Als man nach wenigen Jahren feststellte, dass eine Aufteilung nach Staffeln die Austragung stark vereinfachte und auch das große Teilnehmerfeld aufteilen konnte, wurden nach und nach verschiedene Einzel-Serien etabliert. Heute gibt es insgesamt zehn Serien, die jeweils eine oder mehrere Nationen umfassen. Neben den Startern aus den teilnehmenden Nationen gibt es in Regelmäßigkeit auch Gaststarter aller bei der FIS gemeldeten Nationen, die auch in die Wertungen einfließen, jedoch keine Punkte sammeln können.

## Einzel-Cups
| Serie                     | Abkürzung | Austragung seit          | Nationen | Klassen      |
| ------------------------- | --------- | ------------------------ | --- | ------------ |
| Alpencup (auch FESA-Cup)  | FESA      | 2004                     | - Andorra - Deutschland - Frankreich - Italien - Liechtenstein - Österreich - Schweiz - Slowenien - Spanien - Tschechien                        | Senior & U20 |
| Australia/New Zealand Cup | ANC       | 2005                     | - Australien - Neuseeland | Senior & U20 |
| Balkan Cup                | BC        | 2006                     | - Albanien - Bosnien und Herzegowina - Bulgarien - Griechenland - Kroatien - Montenegro - Moldau - Nordmazedonien - Rumänien - Serbien - Türkei | Senior & U20 |
| Eastern Europe Cup        | EEC       | 2007                     | - Kasachstan | Senior & U20 |
| Far East Cup              | FEC       | 2004                     | - Chinesisch Taipeh - Iran - Japan - Mongolei - Nordkorea - Südkorea - Usbekistan - Volksrepublik China                                         | Senior & U20 |
| Nor-Am Cup                | NAC       | 2001                     | - Kanada | Senior & U20 |
| Scandinavian Cup          | SCAN      | 2004                     | - Dänemark - Estland - Finnland - Island - Lettland - Litauen - Norwegen - Schweden                                                             | Senior & U20 |
| Slavic Cup                | SC        | 2005                     | - Polen - Slowakei - Ukraine - Ungarn | Senior & U20 |
| South America Cup         | SAC       | 2022                     | - Argentinien - Brasilien - Chile | Senior & U20 |
| US SuperTour              | UST       | 2001 (als COC seit 2004) | - Vereinigte Staaten | Senior & U20 |